# Bengal Brigade
Bengal Brigade, conocida en español como Rifles de Bengala (España) o Fusileros de Bengala (Chile), es una película estadounidense de 1954 dirigida por László Benedek y protagonizada por Rock Hudson, Arlene Dahl y Ursula Thiess.